# مرکز فرهنگی اسکار نیمایر
مرکز فرهنگی اسکار نیمایر توسّط معمار برزیلی اسکار نیمایر درشهر صنعتی آویلس در شمال اسپانیا ساخته شده است. گمان می‌رود، آنچنان که گوگنهایم بیلباؤ را زنده کرد، این مرکز نیز شهر آویلِس را به یک پایتخت فرهنگی تبدیل کند. گنبد سفیدرنگ عظیم اصلی ساختمان در روز تولّد ۱۰۳ سالگی نیمایر، در ۱۵ دسامبر افتتاح شد. ساختمان، خمیدگیهای بتُنی پُراحساس خود را به رُخ می‌کشد. همین خمیدگیهاست که سبکِ مُدرنیستیِ آن را تعریف و خالقش را به یکی از مشهورترین معماران جهان تبدیل کرده است.

## نیمایر می‌گوید
«این یکی از زیباترین پروژه هاییست که تاکنون اجرا کرده‌ام.» طرح مجموعه بر اساس منحنیهای مخصوص خود نیمایر است که با طرح بشقاب پرندهٔ موزهٔ ملّی، در برازیلیا، و ساختمان موزهٔ هُنر معاصر نیتروی، در نزدیکی ریو دو ژانیرو، مشهور شدند. گنبد ساختمان به شکل یک بشقاب پرندهٔ غولپیکر به سمت میدان جلوی ساختمان مرکز فرهنگی بیرون زده است.
این مرکز در محیطی ساخته شده است که طیّ دهه ی۱۹۵۰ قلب صنعت فولاد محسوب می شده، یعنی قبل از اینکه این منطقه دچار رکود اقتصادی شود. شهردار آویلِس، پیلاروالِرا، می‌گوید:
۱۵«سال پیش مردم می گفتند آویلس آینده‌ای برای جذب توریست نخواهد داشت،
چون این شهر نمودی از یک شهر مخروبه و آلوده بود؛ امّا امروز همه چیز عوض شده است.» مرکز فرهنگی نیمایر که در مارس ۲۰۱۱ افتتاح شد، یک سالن کنفرانس، یک بُرج با منظره‌ای تماشایی، یک مجموعهٔ
نمایشی و میدانی روباز و بزرگ دارد که به عنوان عرصهای برای فعّالیتهای فرهنگی مورد استفاده قرار می‌گیرد.
این مجموعه شامل دو ساختمان است، که با یک میدان۱۵ هکتاری احاطه شده‌اند. یکی از ساختمان‌ها شامل موزه و فضاهای کنفرانس و جلسات است و یک سالن کنفرانس ۱۰۰۰ نفری با سازهٔ بتُنی و مارپیچی شکل و یک گالری هُنر، به مساحت ۴۱۰۰ متر مربّع به ارتفاع ۲۰ متر در این ساختمان قرار دارند. دوّمین ساختمان نیز شامل گالریهای کوچکتر، یک سالن نمایش تئاتر، رستوران، بُرج رصدخانه و اتاقهای کنفرانس دیگر است. پس از اینکه موزهٔ فوتوریستی گوگنهایم (که در سال ۱۹۹۷ توسّط فرانک گهری در بیلباؤ طرّاحی شده است) افتتاح شد و سبب جذب انبوه بازدیدکنندگان و افتتاح هُتلهای شیک و مدرن برای سکونت آنها گردید، اینک آویلِس امیدوار است که پا جای پای گوگنهایم بگذارد.